# ليه اولسون
ليه اولسون (بالإنجليزية: Les Olsson)‏ هو لاعب كرة قدم أمريكية أمريكي، ولد في 18 أغسطس 1909 في آكرون في الولايات المتحدة، وتوفي في 1 يوليو 1972 في باربرتون في الولايات المتحدة.

## وصلات خارجية
- ليه اولسون على موقع مرجع كرة القدم المحترفة.كوم (الإنجليزية)